# Ligne d'Haapamäki à Pori
La ligne d'Haapamäki à Pori (finnois : Haapamäki–Pori-rata) est une ligne de chemin de fer, à voie unique, du réseau de chemin de fer finlandais qui relie les villes d'Haapamäki et Pori en Finlande.
Mise en service par sections de 1933 à 1938, elle est officiellement fermée aux voyageurs en 1981 et aux marchandises en 1984.

## Histoire
Après de nombreuses demandes des populations concernées, la ligne est acceptée par le parlement en décembre 1929. Le chantier de construction débute cette même année à Pori. La ligne est mise en service par section : de Pori à Niinisalo (fi) le 16 décembre 1933 ; de Niinisalo à Parkano le 1er janvier 1935 ; de Parkano à Virra le 1er novembre 1937 ; de l'arrêt Ylti vers Pori 20 juin 1938. La ligne est inaugurée de Pori à Haapamäki le 12 novembre 1938 et la section de Virro à Haapamäki est ouverte à l'exploitation le 15 novembre 1938.
Le trafic est alors réalisé par une paire de trains de marchandises qui ont une circulation quotidienne sur l'ensemble de la ligne, avec un arrêt dans chacune des dix gares intermédiaires. Au cours des vingt dernières années d'exploitation, les circulations sont principalement réalisées par des trains de marchandises, des trains de minerais, mais aussi des trains transportant de la tourbe ou des betteraves sucrières ou encore des militaires.
Après une période où la vitesse est limitée à 35 km/h, le service des voyageurs est fermé le 31 mai 1981 et le dernier train de marchandise officiel circule le 27 décembre 1984. Au début de 1985 des wagons remisés en gare de Virtai sont transférés jusqu'à Haapamäki.
Après la fermeture officielle le musée ferroviaire est autorisé à organiser des circulations, sous sa responsabilité, de mai 1991 à juillet 1995.

## Infrastructure

### Ligne
La ligne d'Haapamäki à Pori part de Pori, traverse Kankaanpää, Parkano et Virrat jusqu'à Haapamäki.

## Exploitation
Sur la section Niinisalo-Parkano ne circulent que les trains militaires des forces armées finlandaises et les trains-musées occasionnels exploités par l'Association des locomotives du musée d'Haapamäki.

## Projet
Les communes riveraines ont décidé de lancer la réhabilitation et l'ouverture de la ligne au transport de marchandises. 
La ligne ouvrirait une voie de transport pour les industries forestières et minières vers la Finlande centrale et orientale ainsi que vers la Russie. 
En juillet 2012, le port de Pori a annoncé qu'il lançait un appel d'offres pour déterminer si les conditions pour la réouverture de la ligne étaient réunies.